# هاینتس-هلموت ولینگ
هاینتس-هلموت ولینگ (آلمانی: Heinz-Helmut Wehling؛ زادهٔ ۸ سپتامبر ۱۹۵۰) کشتی‌گیر اهل آلمان است.